# Doherty's bosklauwier
Doherty's bosklauwier (Telophorus dohertyi) is een zangvogel uit de familie Malaconotidae. Deze vogel is genoemd naar zijn ontdekker, de Amerikaanse verzamelaar William Doherty.

## Verspreiding en leefgebied
Deze soort komt voor in de bergen van Rwanda, Burundi, westelijk Oeganda, oostelijk Congo-Kinshasa en westelijk Kenia.

## Status
De grootte van de populatie is niet gekwantificeerd maar de soort wordt omschreven als schaars. Op de Rode lijst van de IUCN heeft deze soort de status niet bedreigd.